# مصطفى ذهني باشا
مصطفى ذهني باشا هو سياسي كردي عثماني شغل منصب والي في الدولة العثمانية.

## مناصبه
تولى المناصب التالية:
- والي حلب
- والي سالونيك (أكتوبر 1891–نوفمبر 1895)